# Länglichovaler Marienkäfer

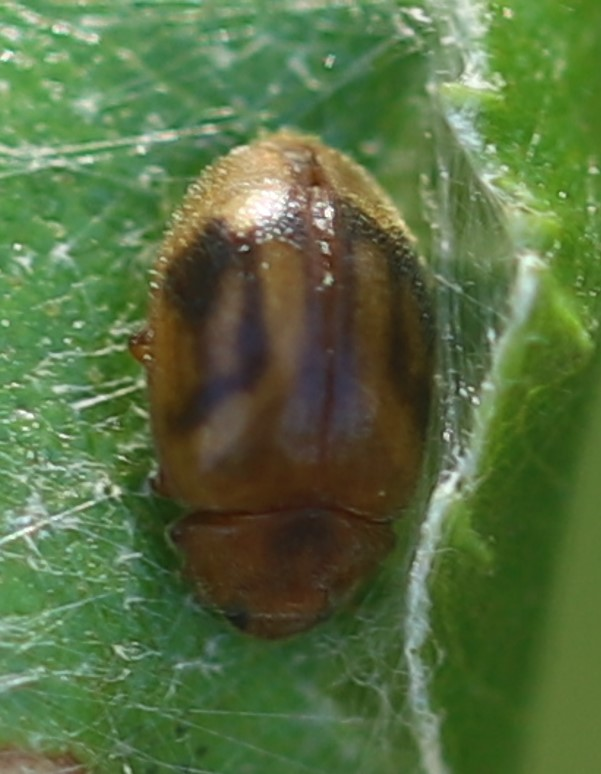
Dorsalansicht

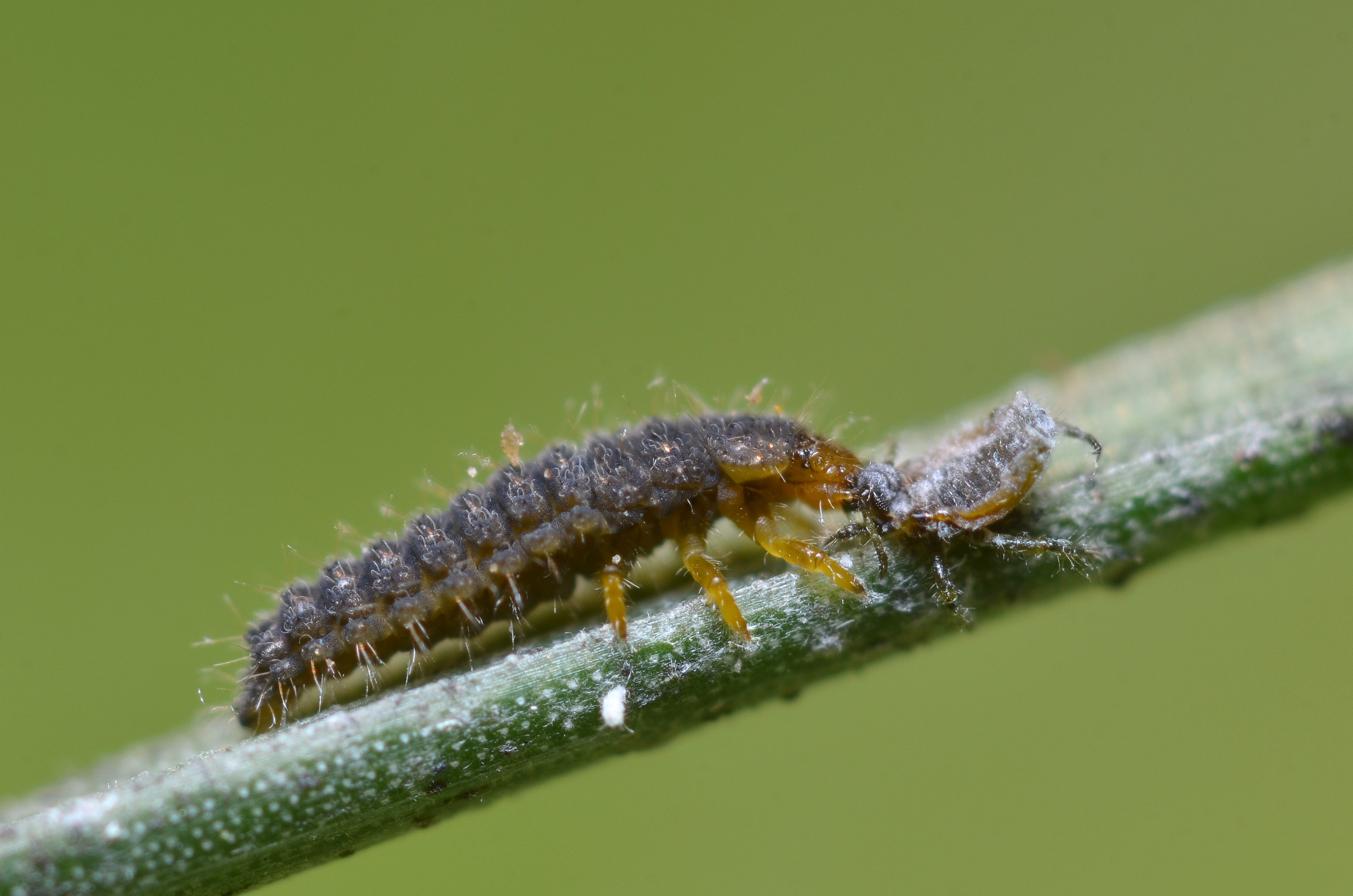
Larve

Der Länglichovale Marienkäfer (Rhyzobius chrysomeloides) ist ein Käfer aus der Familie der Marienkäfer (Coccinellidae). Er wird auch Östlicher Schlankmarienkäfer genannt.

## Beschreibung
Die Käfer werden ca. 2,5 bis 3,5 Millimeter lang. Ihr Körper ist leicht länglich oval. Die Flügeldecken sind braun und weisen keine genau abgegrenzten Punkte auf. Sie sehen dem Glänzenden Schlankmarienkäfer (Coccidula rufa) ähnlich, haben aber dunkle Partien am Körper. 

### Östlicher und Westlicher Schlankmarienkäfer
Die Färbung und Zeichnung von Rhyzobius chrysomeloides, auch Östlicher Schlankmarienkäfer genannt, ist sehr variabel und reicht von vier dunklen Flecken bis zu großen u-förmigen Bögen. Aufgrund der gleichmäßigen Behaarung auf den Deckflügeln erscheint diese Zeichnung nur matt. Die Unterscheidung vom häufiger vorkommenden Einfarbigen Marienkäfer (Rhyzobius litura, auch Westlicher Schlankmarienkäfer genannt) ist schwierig. Neben der weniger konvexen, länglicheren Körperform des Länglichovalen Marienkäfers ist dessen Pronotum runder und an der Basis mehr zugespitzt als beim verwandten Rhyzobius litura. Die Kiele des Prosternums sind zwischen den Coxen der Vorderbeine parallel. Eine sichere Artbestimmung ist in vielen Fällen nur durch die mikroskopische Untersuchung des männlichen Genitalapparats möglich.

## Vorkommen
Der Länglichovale Marienkäfer kommt in Süd- und Westeuropa (nicht jedoch in Großbritannien) sowie in Osteuropa vor. In Mitteleuropa lebt er z. B. in den milderen Gebieten Deutschlands wie in Baden-Württemberg.

## Lebensweise
Die Tiere leben auf Obst- und Nadelbäumen (vor allem Kiefern), aber auch auf Sträuchern. Meist sind sie auf der windgeschützten Seite der Bäume zu finden. Sie überwintern im Moos oder unter der Rinde der Bäume. Viele Exemplare haben bei dieser Art ähnlich wie die verwandten Einfarbigen Marienkäfer verkümmerte Flügel und können schlecht fliegen. Bei Gefahr flüchten sie nicht, sondern stellen sich für längere Zeit tot.

## Nahrung
Die Imagines und Larven ernähren sich von Blattläusen. 